# Fabian Picardo
Fabian Raymond Picardo (Gibraltar, 18 de febrero de 1972) es un abogado y político gibraltareño, líder del Partido Socialista Laborista de Gibraltar (GSLP) y ministro principal del Peñón desde el 9 de diciembre de 2011, tras la victoria de la alianza entre el GSLP y el Partido Liberal de Gibraltar en las elecciones legislativas celebradas un día antes.

## Biografía
Picardo, nacido en el seno de una familia de clase trabajadora, cursó sus estudios primarios y secundarios en Gibraltar, de modo que se benefició de la política de becas universitarias instaurada por el Gobierno de Gibraltar en 1988 para permitir a cualquier joven gibraltareño cursar sus estudios universitarios en el Reino Unido. Estudió Derecho en el Oriel College de la Universidad de Oxford, graduándose en 1993. Tras ello, estudió para habilitarse como abogado, consiguiendo la colegiación en 1994, con licencia para ejercer como abogado en Gibraltar y en las Islas Vírgenes Británicas. Tras concluir sus estudios universitarios volvió al Peñón, siendo contratado inmediatamente por el bufete de Joshua Hassan, una de las firmas de abogados más importantes del territorio británico. Inicialmente, participó en diversos casos relacionados con el desarrollo político del territorio, como la demanda para obtener el derecho de los gibraltareños al voto en las elecciones al Parlamento Europeo ante el Tribunal Europeo de Derechos Humanos. Posteriormente se dedicó a la abogacía comercial, llegando a ser socio del bufete de Hassan.
Políticamente, Picardo fue uno de los fundadores del Partido Nacional de Gibraltar, en 1991. Permaneció en el partido (que posteriormente se transformó en el Partido Liberal de Gibraltar) hasta 2003, cuando pasó al Partido Socialista Laborista de Gibraltar (GSLP), liderado por el histórico dirigente gibraltareño y exministro principal Joe Bossano. En las elecciones de ese año fue elegido diputado, siendo el tercer miembro de su candidatura en votos (tras Bossano y el líder liberal Joe Garcia). En 2007 revalidó su escaño, siendo el segundo candidato de su lista en votos, y uno de los dos únicos candidatos del GSLP que quedó por delante de candidatos del ganador GSD. Durante la legislatura 2007-2011 fue ministro en la sombra de Medio Ambiente, Empleo y Servicios Financieros.
En abril de 2011 se anunció la retirada de Joe Bossano como líder del GSLP. Bossano eligió como sucesor a Picardo, el cual fue elegido sin oposición líder del GSLP. Como tal, fue líder de la oposición y candidato a ministro principal de la alianza GSLP/Liberales en las elecciones legislativas de diciembre de 2011. La victoria de la alianza sobre el ministro principal saliente Peter Caruana llevó a Picardo al puesto de ministro principal, tomando posesión el 9 de diciembre. Picardo ha revalidado su mandato al frente de la alianza GSLP-Liberales en 2015 y de nuevo en 2019,
Una de sus abuelas era española, exiliada republicana llegada a Gibraltar tras el fin de la guerra civil española y casada con un gibraltareño.